# 佐々木隆 (実業家)
佐々木 隆（ささき たかし、1943年7月15日 - ）は、日本の経営者。東京都出身。

## 経歴
1967年に東京大学理学部を卒業し、同年に日本交通公社(のちのJTB)に入社。取締役、常務を経て、2002年6月には社長に就任した。2008年6月から会長を務めた。2014年6月に相談役に退いた。